# Felizardo Ambrósio
Felizardo Silvestre Bumba Ambrósio (Luanda, 25 dicembre 1987) è un cestista angolano.

## Carriera
Con l'Angola ha disputato i Giochi olimpici di Pechino 2008, i Campionati mondiali del 2010 e sei edizioni dei Campionati africani (2007, 2009, 2011, 2013, 2015, 2017).